# Domaine d'Iwakitaira

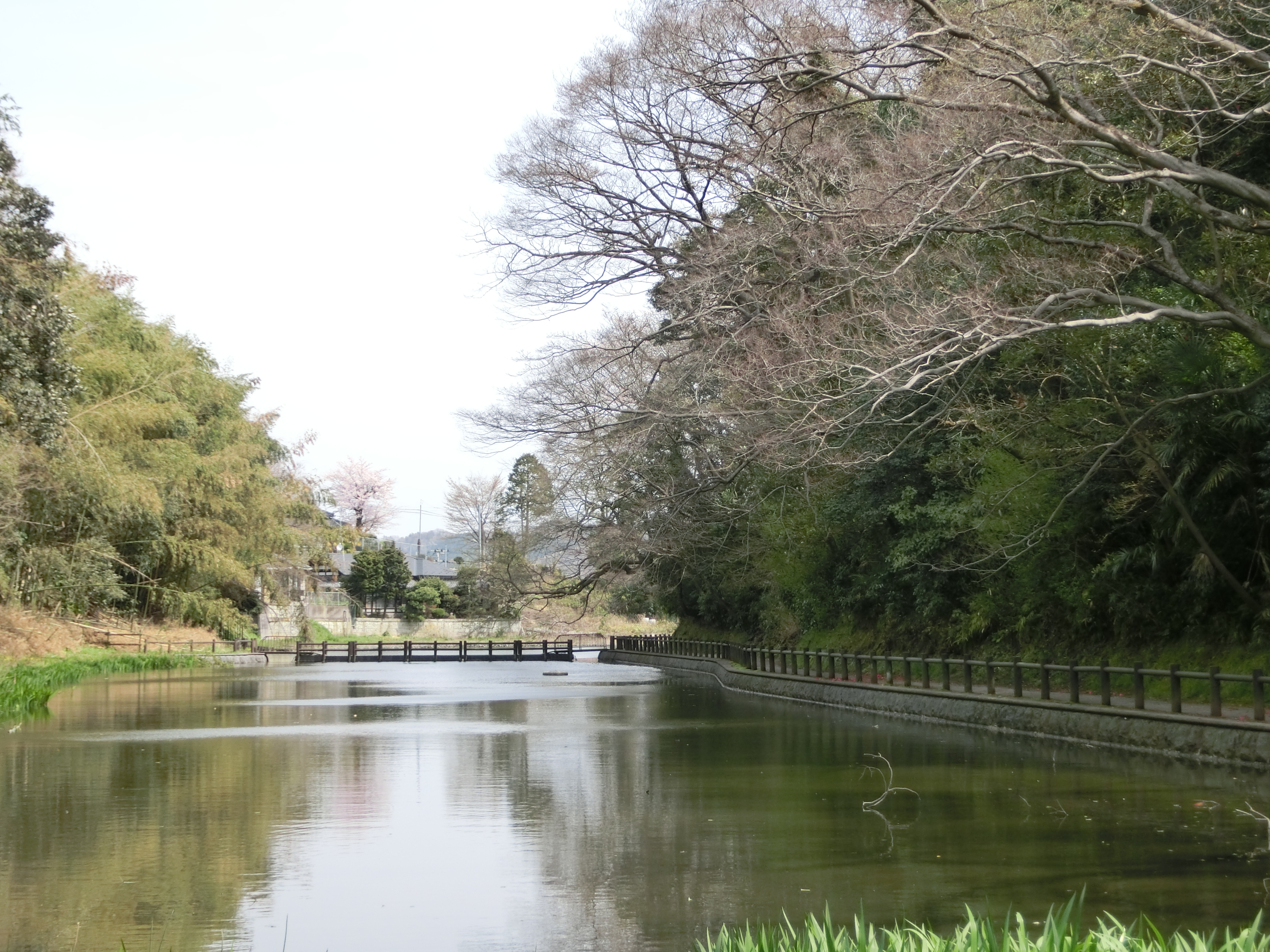
Parc de Tangosawa où se situe le château d’Iwakitaira

Le domaine d'Iwakitaira (磐城平藩, Iwakitaira-han) est un domaine féodal japonais de l'époque d'Edo, situé au sud de la province de Mutsu et dirigé par le clan Andō.

## Histoire
Avant la bataille de Sekigahara, le sud de Hamadōri est dirigé par le clan Iwaki (岩城氏, Iwaki-shi) basé à Iinodaira (飯野平). Après la bataille, le clan Iwaki est banni à Kameda (actuelle partie nord de Yurihonjō) et l'ancienne domination des Iwaki est transmise à Torii Tadamasa. celui-ci hait le clan Iwaki en raison de son hostilité au clan Tokugawa, renommé d'« Iinodaira » à « Iwakitaira » (磐城平, Iwakitaira) en changeant le kanji de « Iwa » de 岩 à 磐.
Depuis sa fondation jusqu'à sa dissolution, les dirigeants sont des amis du clan Tokugawa. Les derniers « souverains » sont les Andō. Le rôle premier du domaine d'Iwakitaira est de garder le clan Date dont la base est à Sendai.
L’autre nom du château d'Iwakitaira est le « château du dragon » (竜ヶ城, Ryūga-jō), dont on dit qu'« un site célèbre d'Iwakitaira est la tour de deux étages qui se dresse à flot sur les douves du dragon ».
Le voisin du sud est le domaine de Mito dominé par le clan Mito Tokugawa qui joue le même rôle que le domaine d'Iwakitaira. Le voisin du nord est le Nakamura Domain dominé par le clan Sōma.
L'école han est le Shiseidō (施政堂), fondé par le clan Andō. La culture la plus connue créée dans le domaine est la danse jangara nembutsu.
Lors de la guerre de Boshin, le domaine d'Iwakitaira rejoint l'alliance du domaine de Ōuetsu. Mais Iwakitaira est pris et incendié par les troupes du gouvernement de Meiji.

## Liste desdaimyosdu domaine
- Clan Torii (fudai daimyo ; 120 000 koku)

1. Tadamasa

- Clan Naitō (fudai daimyo ; 70 000 koku)

1. Masanaga
2. Tadaoki
3. Yoshimune
4. Yoshitaka
5. Yoshishige
6. Masaki

- Clan Inoue (fudai daimyo ; 37 000 koku)

1. Masatsune

- Clan Andō (fudai daimyo ; 67 000 koku)

1. Nobunari
2. Nobukiyo
3. Nobuyoshi
4. Nobuyori
5. Nobumasa
6. Nobutami
7. Nobutake

## Source de la traduction
- (en) Cet article est partiellement ou en totalité issu de l’article de Wikipédia en anglais intitulé « Iwakitaira Domain » (voir la liste des auteurs).